# Henry Warner Slocum
Henry Warner Slocum. (Onondaga, 24 de septiembre de 1827 - Nueva York, 14 de abril de 1894). Fue un general y político estadounidense de la Unión durante la guerra civil americana. Después de la guerra, fue nominado a la Cámara de Representantes del Congreso por el estado de Nueva York.
Durante la guerra fue uno de los más jóvenes mayores general del ejército y de combate en las mayores batallas del teatro de guerra del este, en Georgia y en Carolina del Norte y del Sur. Su conducta, durante la batalla de Gettysburg en julio del 1863, suscitó numerosas polémicas, siendo acusado por indeciso y de haber empleado demasiado tiempo para alcanzar el campo de batalla obteniendo, así, el apodo de slow come.
Murió en 1894 en Brooklyn, Nueva York.